# Edward Colman
Edward Colman (ur. 17 maja 1636 w Brent Eleigh, zm. 3 grudnia 1678 w Tyburn) – brytyjski błogosławiony Kościoła katolickiego.

## Życiorys
Urodził się w Brent Eleigh, a jego kuzynem był Richard Colman. Uczęszczał do kolegium Trinity College na Uniwersytecie Cambridge, gdzie otrzymał tytuł magistra w 1659 roku. Nawrócił się na katolicyzm w 1660 roku. Został mianowany sekretarzem Marii z Modeny. 23 listopada 1678 roku został fałszywie oskarżony o zdradę stanu. Proces rozpoczął się 27 listopada. Uznano go za winnego zdrady stanu i 3 grudnia 1678 roku został stracony.
Został beatyfikowany przez papieża Piusa XI w 1929 roku.